# Onza troy

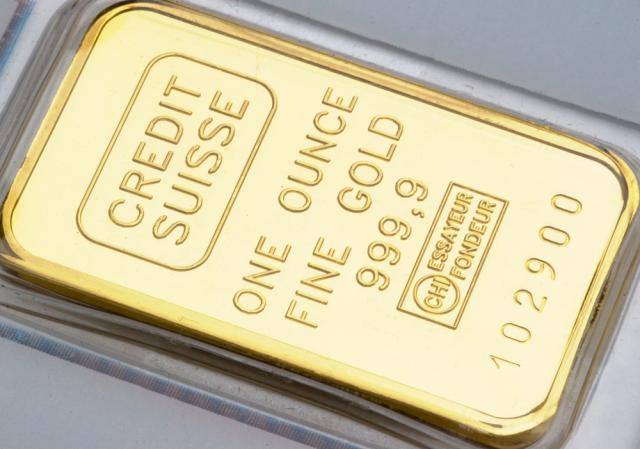
Una barra de oro de una onza troy de peso

La onza troy  (ozt) es una unidad de medida imperial británica. Se emplea principalmente para medir el peso (y por ende el valor) de los metales preciosos. Una onza troy equivale a 31.1034768 gramos; por lo tanto, hay 32,15074657 onzas troy en 1 kg.
Forma parte del sistema de pesos troy, que proviene del sistema monetario romano. Los romanos utilizaban barras de bronce de distintos pesos como moneda. Una aes grave equivalía a una libra. Una octava parte de un aes grave se denominaba uncia, es decir, onza. Estandarizaciones posterior cambiaron la onza a 1/16 de la libra (la onza avoirdupois), pero la onza troy, que es 1/12 de la libra troy (una libra troy pesa menos que una de avoirdupois), se ha conservado para medir los metales preciosos. La onza troy pesa más que la avoirdupois (31,1034768 g (por definición), frente a 28,349523125 g).
Con el fin de mantener los estándares de pureza y medidas comunes a lo largo del tiempo, se conservó la onza troy en vez de la avoirdupois para el pesaje del oro, la plata y el platino y la pólvora. Igualmente, el grano, que tiene el mismo valor en los sistemas troy y avoirdupois, todavía se emplea aunque no mucho para medir las flechas y sus pesos en el tiro con arco, y para el peso de los proyectiles en balística. La onza troy y el grano también formaban parte del sistema farmacéutico que se utilizó en medicina durante mucho tiempo, pero actualmente han intentado ser reemplazados por los miligramos.